# Comté d'Owen (Indiana)
Pour les articles homonymes, voir Comté d'Owen.
Le comté d'Owen (anglais : Owen County) est un comté de l'État de l'Indiana, aux États-Unis. Il comptait 21 786 habitants en 2000. Son siège est Spencer.